# 주귀

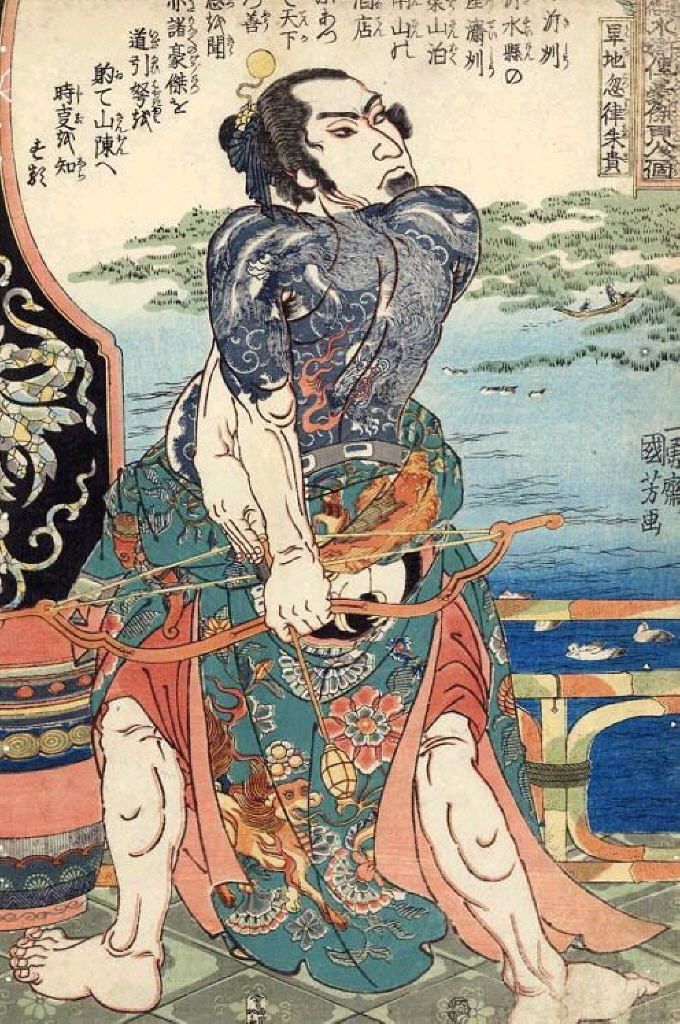

주귀(朱貴)는 중국의 사대기서(四大奇書) 중 하나인 《수호전》(水滸傳)에 등장하는 인물로, 108성 중 92위이자 지살성(地煞星)의 지수성(地囚星)에 해당한다. 일본담비의 가죽으로 만든 옷과 사슴의 가죽으로 만든 신발을 신고 있으며, 양산박(梁山泊) 건너편 강가에 주점(酒店)을 운영하여 정보 수집 및 노상 강도 노릇을 해 '마른 땅에 올라와 기어다니는 악어'라는 의미의 한지홀률(旱地忽律)이라는 별호로 불린다. 주부(朱富)와 형제 관계이며, 108성 중 양산박 내에서는 최고참 중 한 명이다.

## 생애
기주(沂州) 기수현(沂水縣) 출신이며, 아버지는 선술집을 하면서 생계를 유지하였다. 가업을 동생 주부(朱富)에게 맡긴 채 전국을 방랑하며 장사를 하게 되었으며, 가지고 있던 밑천이 바닥나자 송만(宋萬), 두천(杜遷)과 함께 왕륜(王倫)을 두령으로 삼아 양산박(梁山泊)에서 산적 노릇을 하였다. 이후 양산박 건너편 강가에서 주점(酒店)을 운영하며 정보 수집 · 감시 · 인재 포섭 · 손님 안내 등을 담당했으며, 몽한약(蒙汗藥)을 탄 술로 손님을 죽인 뒤 금품을 빼앗아 양산박에 자금을 조달하는 노상 강도 노릇 또한 하고 있었다.
그 뒤 임충(林冲)이 양산박에 합류하려 하였으나, 왕륜이 임충의 능력을 두려워해 임충을 받아들이려 하지 않았다. 그러자 주귀는 다른 동료들과 함께 왕륜을 설득해 3일 이내에 지나가는 나그네 한 명을 죽이고 금품을 빼앗아오는 조건으로 임충을 받아들이기로 했으며, 이후 양지(楊志)와 함께 임충을 양산박의 일원으로 받아들이라고 다시 한 번 왕륜을 설득해 임충을 양산박으로 합류시켰다.
이후 양산박에 조개(晁蓋)가 몸을 의지하기 위해 찾아왔으나, 이전과 마찬가지로 왕륜이 자신의 지위 보전을 위해 조개를 받아들이지 않았다. 이에 임충은 왕륜을 설득하려 했지만 실패했고, 결국 임충이 왕륜을 살해한 뒤 조개를 새로운 두령으로 삼자 주귀 또한 이에 따랐다.
그 뒤 강주(江州)로 유배되어 처형될 위기에 처한 송강(宋江)을 위해 동경(東京)으로 가던 도중 대종(戴宗)이 주점을 방문하자, 주귀는 손님이 양산박의 일원인 오용(吳用)의 친한 친구이자 송강과 친분이 있는 대종이라는 사실을 모른 채 대종에게 몽한약을 탄 술을 먹인 뒤 금품을 빼앗았다. 하지만 짐에서 채득장(蔡得章)이 아버지 채경(蔡京)에게 송강에 대한 판결을 묻는 편지를 읽고는 대종이라는 사실을 알게 되었으며, 주귀는 해독약(解毒藥)을 만들어 대종에게 먹인 뒤 조개와 오용에게 안내했다. 이후 대종에 의해 양산박 산적들은 송강이 처형될 위기에 처했다는 사실을 알게 되었으며, 주귀는 다른 양산박 산적들과 함께 유배지로 가 송강을 구출했다.
이후 고향에 있는 어머니를 양산박으로 데려가려는 이규(李逵)의 감시역을 맡았으며, 강주로 가던 도중 들른 기주에서 이규가 관헌들에게 잡혀 버리자 동생인 주부와 함께 이규를 구출한 뒤 이규를 호송하던 이운(李雲)을 설득해 이운 또한 양산박의 일원이 되었다. 그 뒤 악화(樂和)와 함께 계속 동산주점(東山酒店)에서 일했으며, 뇌횡(雷橫)과 그의 어머니를 양산박으로 데려오거나 망탕산(茫蕩山)의 번서(樊瑞) 일행이 양산박을 공격하려는 계획을 양산박 산적들이 알아채는 데 결정적인 역할을 했다.
108성 집결 이후에는 남산주점(南山酒店)으로 건너가 두흥(杜興)과 함께 일했으며, 그 뒤 방랍(方臘)의 난을 진압하는 과정에서 항주(杭州)에 유행하던 전염병에 걸려 사망했다.